# Prix Édouard-Bonnefous
Le prix Édouard-Bonnefous, fondé en 1997 dans le cadre de l'Institut de France par la fondation Édouard Bonnefous, récompense chaque année des œuvres ou des auteurs qui défendent des valeurs humanistes. 
Le Grand prix, doté de 40 000 €, est destiné « à récompenser une personne ou une organisation dont la vocation correspond aux thèmes qui ont guidé l’œuvre du donateur ». Sont aussi décernés plusieurs prix sur proposition des sections de l'Académie des sciences morales et politiques, qui récompensent « une personne ou une organisation dont l’œuvre s’inscrit dans le champ intellectuel de ces différentes sections, en privilégiant les thèmes qui ont guidé la vie et l’œuvre d’Édouard Bonnefous ».
À compter de 2020, outre le Grand prix, sont ainsi décernés six prix annuels.

## Lauréats
- 2020 - prix Bonnefous de l'Académie à David Djaïz pour son ouvrage, Slow Démocratie. Comment maîtriser la mondialisation et reprendre son destin en main, Paris (Allary), 2019[3].
- 2019 - prix Bonnefous de l'Académie à Alexis Metzger pour son ouvrage, L’hiver au Siècle d’or hollandais. Art et Climat, Paris (Sorbonne Université Presses), 2018[3].
- 2018 - prix Bonnefous de l'Académie à Julian Fernandez pour son ouvrage Relations internationales, Paris (Dalloz), 2018[3].
- 2017 - prix Bonnefous de l'Académie à Jean-Paul Amat pour l’ensemble de son œuvre et notamment pour l’ouvrage Les forêts de la Grande Guerre. Histoire, mémoire, patrimoine, Paris (PUPS), 2015[3].
- 2016 - prix Bonnefous de l'Académie à Augustin Landier pour l’ensemble de son œuvre[3].
- 2015 - Grand prix de la fondation Édouard-Bonnefous à la fondation Pierre Vérots pour ses actions dans le domaine de la protection de l’environnement[réf. nécessaire] et le prix Bonnefous à Corine Pelluchon pour son ouvrage Les Nourritures. Philosophie du corps politique[4].
- 2014 - Grand prix de la fondation Édouard-Bonnefous à la Cité internationale universitaire de Paris, et prix à Pierre Manent pour son ouvrage Montaigne, la vie sans loi (Éd. Flammarion, 2014), au Réseau francophone de droit international pour l’organisation du concours Charles Rousseau et à l’historien Michel Winock pour son ouvrage Flaubert (Éd. Gallimard, 2013)[5] ; prix Bonnefous à Bertrand Martinot pour son ouvrage Chômage : inverser la courbe, Paris (Les Belles Lettres), 2013[3].
- 2013 -  prix Bonnefous à Yves Luginbühl pour La mise en scène du monde. Construction du paysage européen, Paris (CNRS Éditions), 2012[4] ; Grand prix de la fondation Édouard-Bonnefous à l’association Emmaüs Défi pour son projet Convergence[réf. nécessaire].
- 2012 - prix Bonnefous à Maurice Laine (dir.), Dictionnaire du libéralisme, Paris (Larousse), 2012[3] ; Grand prix de la fondation Édouard-Bonnefous à William R. Newton pour l'ensemble de son œuvre et en particulier l'édition de son dernier ouvrage Les Chevaux et chiens du roi à Versailles au XVIIIe siècle[réf. nécessaire].
- 2011 - prix Bonnefous à l’association Mountain Wilderness France pour l’ensemble de son action de protection de la montagne[3] ; Philippe Descola[réf. nécessaire].
- 2010 - Xavier Tilliette pour l'ensemble de son œuvre[réf. nécessaire], en même temps que l'association L’Enfant bleu (enfance maltraitée), grand prix de la fondation Édouard-Bonnefous pour l’ensemble de son action[réf. nécessaire].
- 2009 - prix Bonnefous à Jacques Mistral pour son ouvrage La Troisième Révolution américaine, Perrin, 2008[3] ; Jean-Paul Bled pour l’ensemble de son œuvre ; Philippe Jurgensen, grand-prix de la fondation Édouard-Bonnefous[réf. nécessaire].
- 2008 - La Ligue ROC pour l’ensemble de son action[3].
- 2007 - Alain Lambert et Didier Migaud pour leur rôle dans l’adoption de la loi organique relative aux lois de finance[3].
- 2006 - Jean-Marie Pelt pour l'ensemble de son œuvre[4].
- 2005 - François Écalle pour son ouvrage Maîtriser les finances publiques ! Pourquoi, comment ? (Éd. Economica, 2005)[1].
- 2004 - La Fondation Nicolas-Hulot pour l'ensemble de son action[4].
- 2003 - Yves Cannac pour l'ensemble de son œuvre et de son action[3].
- 2002 - L’Arboretum de Balaine (Allier)[3].
- 2001 - Renaud Denoix de Saint Marc pour l'ensemble de son œuvre et de son action[3].
- 2000 - L’Association interrégionale Littoral Ouest Solidarité pour son action dans le nettoyage des plages du littoral atlantique lors du naufrage du pétrolier Erika[3].
- 1999 - Élie Cohen pour son action en faveur des entreprises patrimoniales[3].
- 1998 - Le Conservatoire de l'espace littoral et des rivages lacustres pour l’ensemble de son action[3].
- 1997 - L’Agence des espaces verts de la région Île-de-France pour l’ensemble de son action[3].

## Prix Bonnefous-Institut
- 2020[3] :
  - Philippe Raynaud pour l’ensemble de son œuvre, sur proposition de la section Philosophie ;
  - Gérard Desanges pour son ouvrage Marcel Proust et la politique : une conscience française (Classiques Garnier, 2019), sur proposition de la section Morale et Sociologie ;
  - Michel Hau et Félix Torres pour leur ouvrage Le virage manqué. 1974-1984 : ces dix années où la France a décroché (Les Belles Lettres, 2020), sur proposition de la section Économie politique, Statistique et Finances ;
  - Jérôme Fourquet pour son ouvrage L’Archipel français (Éditions du Seuil, 2019) sur proposition de la section Histoire et Géographie ;
  - Louis Schweitzer pour l’ensemble de son œuvre et de son action, sur proposition de la section Générale.